# Callisthene
Callisthene  es un género de plantas con flor perteneciente a  la familia  Vochysiaceae. Comprende 7 especies.

## Especies
A continuación se brinda un listado de las especies del género Callisthene aceptadas hasta octubre de 2011, ordenadas alfabéticamente. Para cada una se indica el nombre binomial seguido del autor, abreviado según las convenciones y usos.
- Callisthene dryadum Duarte
- Callisthene fasciculata Mart.
- Callisthene inundata O.L.Bueno, A.D.Nilson & R.G.Magalh.
- Callisthene major Mart.
- Callisthene microphylla Warm.
- Callisthene minor Mart.
- Callisthene mollissima Warm.